# Whitesburg (Georgia)
Whitesburg è una città degli Stati Uniti d'America, situata in Georgia, nella Contea di Carroll.